# Crescent Valley
Crescent Valley é uma comunidade não incorporada no condado de Eureka, estado de Nevada, nos Estados Unidos. Segundo o United States Census Bureau, em 2010, tinha uma população de  341  habitantes.
Crescent Valley faz parte da  Micropolitan Statistical Area.

## Educação
A única escola existente na vila  é uma escola do primeiro ciclo, tendo que os estudantes frequentar estabelecimentos de Battle Mountain para os estudos secundários.Crescent Valley goza de de um índice de educação superior à média do estado do Nevada.

## Lazer
O parque em Crescent Valley contém dois pavilhões, uma área para piquenique com barbecue, uma casa de banho/banheiro, um campo de basebol para equipas de juniores, um relvado, um pavilão de basquetebol e uma área para arremessar ferraduras.

## Tempo
A primavera é variável, com altas ou baixas temperaturas, com chuvas e trovoadas consideráveis. O verão é muito quente, mas com muito vento e nuvens.O inverno é muito frio, com temperaturas muito baixas e negativas, acompanhadas de nevões. 

## Meio ambiente
De acordo com um estudo de 2010, à qualidade do ar, a poluição do ar de Crescent Valley está abaixo da média nacional.